# Heleieth Saffioti
Heleieth Iara Bongiovani Saffioti (Ibirá, 4 janvier 1934 - 13 décembre 2010), sociologue marxiste, professeure universitaire, chercheuse spécialisée sur le thème de la violence de genre et militante féministe brésilienne.

## Biographie
Fille d'une couturière et d'un maçon, elle est née en 1934 à Ibirá, une petite ville de l'État de São Paulo.
Elle étudie les Sciences Sociales à la Faculté de Philosophie, Sciences et Lettres de l'Université de São Paulo (USP), où elle commence sa recherche scientifique sur la condition féminine au Brésil, thème qui est l'objet de sa thèse, soutenue en 1967, sous la direction de Florestan Fernandes. Le livre qui en découle, A mulher na sociedade de classe: mito e realidade, est un best-seller à l'époque de sa parution en 1969, et reste encore aujourd'hui une référence dans les études du genre. Elle se spécialise dans les études de genre et sur le thème de la Violence contre les femmes.
Elle est professeure à l'Université de l'État de São Paulo (UNESP, campus Araraquara) e de l'Université Pontificale Catholique de São Paulo et professeure invitée à la Faculté de Service Social de l'UFRJ. Elle est l'auteure d'une douzaine de livres sur la condition des femmes. Elle meurt en 2010 à São Paulo, à 76 ans.

## Livres
- Profissionalização feminina: professoras primárias e operárias. 1969
- A mulher na sociedade de classes. 1969  (New York: Monthly Review Press, 1978).
- Emprego doméstico e capitalismo. 1978
- Do artesanal ao industrial: a exploração da mulher : um estudo de operárias têxteis e de confecções no Brasil e nos Estados Unidos. 1981
- O fardo das trabalhadoras rurais. 1983
- Mulher brasileira: opressão e exploração. 1984
- Poder do macho. 1987
- Mulher brasileira é assim. 1994
- Gênero, patriarcado, violência.